# Gżatsk (wieś)
Gżatsk (ros. Гжатск) – wieś (sieło) w Rosji, w obwodzie nowosybirskim, w rejonie kujbyszewskim. W 2010 liczyła 585 mieszkańców.